# Ґуань-цзи
Ґуа́нь-цзи (管子) — один з найбільших стародавніх китайських філософських трактатів (близько 130 тис. ієрогліфів), який об'єднує твори різних авторів, здебільшого IV–III ст. до н. е.

## Основні положення
Складається з 8 тематичних розділів у 24 «свитках»-цзюань і 86 главах-пянь, з яких 10 глав нині втрачені.
У первинному варіанті склався в середині III в. до н. е. в академії Цзіся (царство Ці), був остаточно сформований Лю Сяном близько 26 до н. е.. і вперше надрукований у XIII ст.
Названий по імені Ґуань Чжуна (Ґуань Ї-ву, Ґуань-цзи), першого міністра царства Ці: він уславився своїми соціально—політичними та економічними реформами що дали поштовх для розвитку теорії і практики легізму. Ґуань Чжун, з одного боку, стояв за абсолютизацію царської влади, поширюючи її на економіку у вигляді держ. контролю над цінами і монополії на сіль і залізо, а з іншого — першим у Китаї висунув концепцію управління країною на основі законів (фа), яким повинен слідувати і сам государ («закон — батько і мати народу»). Авторитет Ґуань Чжуна, особливо в його рідному царстві Ци, став причиною приписування йому і об'єднання в «Ґуань-цзи» творів усіх головних філософських шкіл стародавнього Китаю, представлених в академії Цзіся.
«Ґуань-цзи» спочатку кваліфікувався як даоський, а згодом як легістскій трактат. Остання точка зору закріпилася і нині домінує у китайській науці, а також поширена в научній літературі інших країн. Хоча адекватне розуміння «Ґуань-цзи» ускладнене поганим збереженням тексту, що потребує серйозної реконструкції, його вважають першим у низці енціклопедічених творів, яку було продовжено типу «Люй-ши чуньцю»  та  «Хуайнань-цзи». Їх відрізнює широкий спектр тем: філософіських, соціально-політичних, економічних, історичних, природно-наукових та інших, започичених з навчань різних інтелектуальних традицій.

## Особливості
Специфіку «Ґуань-цзи» становить, по-перше, загальна орієнтація на економічну проблематику, по-друге, відображення самих ранніх форм синтезу конфуціанських, даоських і легістськіх ідей з включенням окремих положень етики мо-цзя (моїзма), гносеології та протологікі мін-цзя (школи імен) та школи Сун Цзяня — Їнь Веня, теорії управління цзунхен-цзя і натурфілософії Їньян-цзя. Концентрованим вираженням цього синтезу є теза про походження законів від етико-ритуальних норм та їх кінцевої залежності від норми-дао.
Легістська опора на закон як основу соціальної регуляції суміщена з його конфуціанською об'єктивізацією і моралізацією: закон не знаряддя в руках государя, сила, що стоїть над ним покликана збагачувати народ, а не скарбницю («закон і є любов до народу»).
Даоське трактування дао як пустотно—безформного і «безмежного» пов'язана в «Гуань-цзи» з образом ідеального правителя, який більше цінує дао і закони ніж своє панування.
У гл. 36-38 і 49 представлено вчення про дао, його конкретизації («есенціальна» форма яка народжує розум). Це вчення сучасні дослідники атрібутірують школі Сун Цзяня —Їнь Веня, яка на даоській основі з'єднувала конфуціанське і моістські ідеї.
У гл. 40, 41 міститься вчення їньян-цзя про сили їнь —ян, які являють собою "великий принцип" та визначають основні просторово-часові характеристики «пневми».
«Ґуань-цзи» є також цінним джерелом з історії китайської протологічної (гл. 6) і військової (гл. 17, 27) думки, педагогіки (гл. 59), календарної астрономії (гл. 8, 40), математики (гл. 58), гідрології (гл. 39, 57) і географії (гл. 77).